# Colac Otway Shire
Colac Otway Shire is een Local Government Area (LGA) in Australië in de staat Victoria. Colac Otway Shire telt 21.802 inwoners. De hoofdplaats is Colac.

## Plaatsen in Colac Otway Shire
- Alvie
- Apollo Bay
- Birregurra